# PPAP (Pen-Pineapple-Apple-Pen)

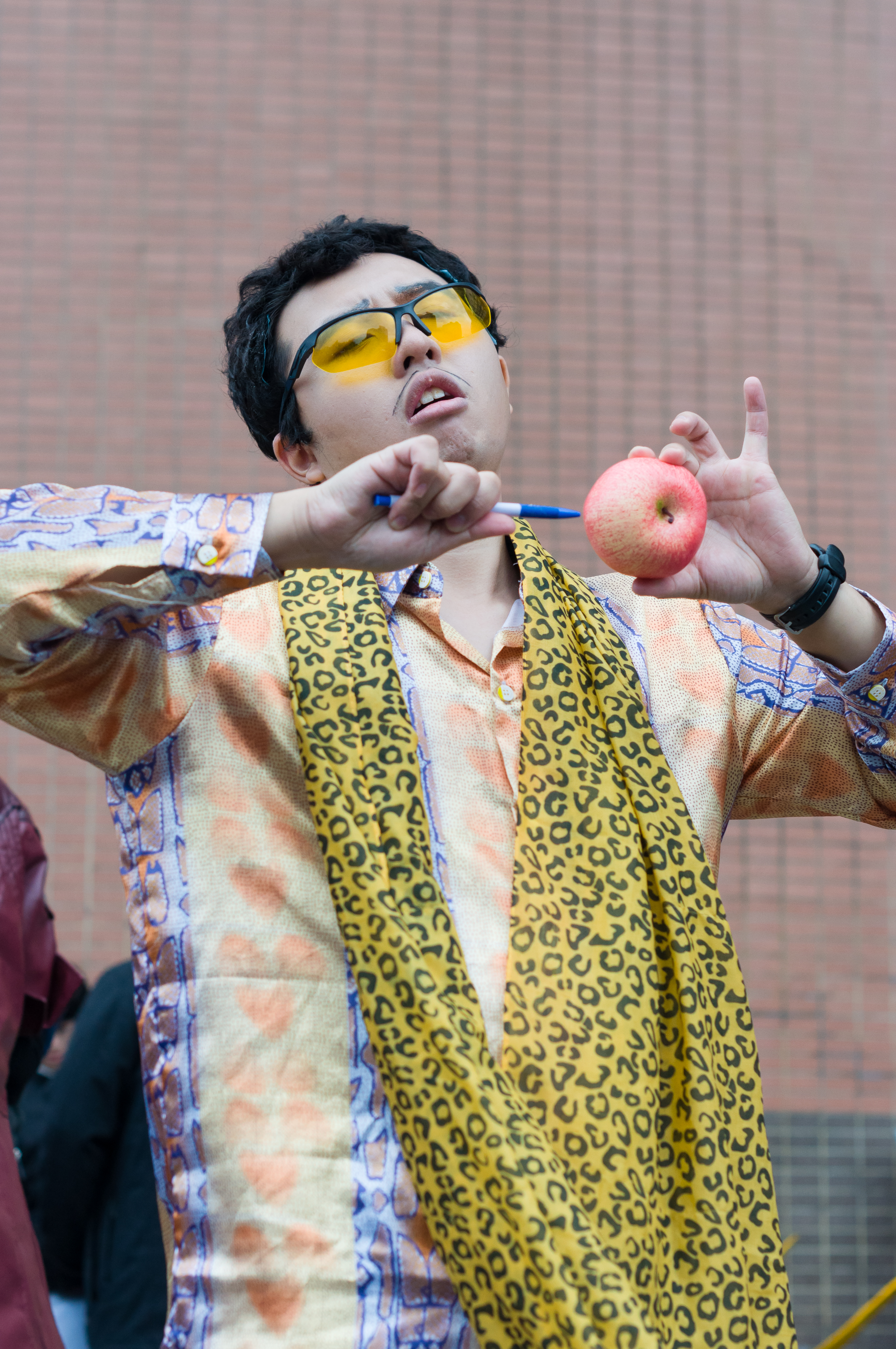
Cosplayer de Pikotaro, interpretando PPAP

«PPAP (Pen-Pineapple-Apple-Pen)» (japonés: ペンパイナッポーアッポーペン, pen-painappō-appō-pen) es un sencillo de Pikotaro (japonés: ピコ太郎), un cantautor ficticio creado por el comediante japonés Daimaou Kosaka. Soleao
Fue lanzado como vídeo musical en YouTube el 25 de agosto de 2016, y se ha vuelto viral, logrando más de 477 millones de visitas, generando parodias, remixes y siendo reconocido como el nuevo «Gangnam Style». El sencillo alcanzó el número 2 en la lista Japan Hot 100 de la revista Billboard y se convirtió en la canción más corta en entrar en el Billboard Hot 100.
También tuvo una participación especial en el YouTube Rewind 2016.